# 克里斯多佛·布里扎德
克里斯多佛·布里扎德（英語：Christopher Blizzard，1973年—），目前為Facebook的首席開發者。在此之前，他曾擔任過Mozilla公司開源傳道者以及參與其他開放原始碼專案，包括Red Hat和每童一機。